# Palace Software
Palace Software est une ancienne société britannique de développement et d'édition de jeux vidéo. Elle est fondée en 1983 en tant que filiale du groupe Palace à laquelle appartient la boutique de location de cassettes vidéo où travaillent ses deux fondateurs, Peter Stone et Richard Leinfellner. Pour contourner l’interdiction de la location des cassettes de Evil Dead, Palace leur confie tout d’abord le développement d’une adaptation du film en jeu vidéo, The Evil Dead, qu’ils publient en 1984. Le studio recrute ensuite Steve Brown et Stanley Schembri pour travailler sur une adaptation du film Halloween mais Steve imagine un jeu très différent, Cauldron, qui sort en 1985. Son succès pousse le studio à en développer une suite, The Pumpkin Strikes Back, et à donner carte blanche à Steve pour concevoir un nouveau jeu. Il imagine alors Barbarian: The Ultimate Warrior qui devient célèbres pour ses violents combats à l’épée et pour sa campagne de publicité, montrant l’actrice Maria Whittaker simplement vêtue d’un bikini, qui provoque un tollé d’indignation au Royaume-Uni. Cette controverse se révèle cependant profitable et le jeu devient le plus gros succès commercial du studio. Le studio en développe ensuite une suite, Barbarian II: The Dungeon of Drax, et commence à se diversifier en éditant les jeux d’autres développeurs. Après une série de mauvais choix stratégiques, en matière de recrutement ou d’édition, Palace décide en 1991 de revendre certaines de ses filiales, dont Palace Software, afin de se recentrer sur ses activités cinématographiques. Le studio est alors racheté par Titus Interactive, plusieurs de ses employés quittent le studio et les développements en cours sont abandonnés.

## Historique
Au début des années 1980, après avoir quitté son travail au Virgin Megastore de Londres, Peter Stone devient manager d’une boutique de cassettes vidéo de Kensington High Street appartenant au groupe Palace. Il y rencontre Richard Leinfellner qui y travaille comme assistant vendeur afin de payer ses études à l’université. La boutique commence à l’époque à vendre des jeux d’ordinateurs et attire de jeunes programmeurs qui souhaitent vendre les jeux, qu’ils ont développés et produits, par son intermédiaire. Dans les mois qui suivent, Peter et Richard entrent en contact avec des éditeurs professionnels et leur nouvelle activité se développe à tel point qu’il envisage de créer leurs propres jeux vidéo. En 1983, ils proposent donc leur idée au directeur de Palace, Nik Powell, qui accepte de financer la création d’une filiale dédié au développement de jeux, qu’ils baptisent Palace Software et qu’ils installent dans des bureaux du Scala Cinema de Londres appartenant à la société mère.
En 1984, le Royaume-Uni met en œuvre le Video Recordings Act qui impose une classification des films distribués en cassettes vidéo dans le pays. Certains films d’horreur sont cependant jugé trop extrêmes et sont tout simplement interdit. C’est notamment le cas d’un des succès de l’époque, Evil Dead, dont Palace détient les droits de location. Pour contourner cette interdiction, la société décide d’adapter le film en jeu vidéo, ces derniers n’étant pas concernés par l’interdiction. Après avoir obtenu les droits sur une telle adaptation, Palace en confie la création à Richard et Peter mais leur manque d’expérience dans ce domaine rend le développement laborieux. Ils réalisent notamment qu’ils doivent se concentrer davantage sur la conception et les graphismes et, après la sortie de The Evil Dead en 1984, ils recrutent donc le concepteur Steve Brown ainsi qu’un deuxième programmeur, Stanley Schembri, pour assister Richard. Palace vient alors d’acquérir les droits sur le film Halloween et le premier travail de Steve est donc de concevoir un jeu en lien avec celui-ci. Il réalise cependant rapidement qu’une adaptation stricte du film ne fera pas un bon jeu et décide donc de partir dans une direction complètement différente en s’inspirant d’une citrouille qu’il a dessinée. Une fois l’univers du jeu en place, les développeurs se réunissent pour discuter de son gameplay et, à la suite d'une suggestion de Steve, Richard décide de programmer un moteur de jeu combinant scrolling et plateformes. Baptisé Cauldron, le jeu est publié en 1985 sur Commodore 64 et il rencontre un succès immédiat. Le studio le porte ensuite sur ZX Spectrum et Amstrad avant d’en développer une suite, The Pumpkin Strikes Back, qui est publiée en 1986. 
En parallèle, Richard abandonne peu à peu son rôle de programmeur, au profit de Stanley, pour se concentrer sur la production. Le studio recrute également un nouvel artiste, Dan Malone, qui va notamment concevoir les graphismes d’un nouveau jeu de plateforme, L'Armure Sacrée d'Antiriad, qui sort fin 1986. De son côté, Steve, à qui le studio a donné carte blanche à la suite du succès de Cauldron, commence à concevoir un nouveau jeu. Il décide donc de s’inspirer des peintures de Frank Frazetta, qu'il admire, pour créer un jeu de combat à l’épée qu’il souhaite être aussi violent et réaliste que possible. Pour concevoir les mouvements de combats du jeu, il s’entraîne à les exécuter avec une épée en bois et filme ses sessions d’entraînement afin de s’en servir comme référence  pour créer les animations. Intitulé Barbarian: The Ultimate Warrior, le jeu devient célèbres pour ses violents combats à l’épée mais également pour sa campagne de publicité qui montre l’actrice Maria Whittaker simplement vêtue d’un bikini, ce qui provoque un tollé d’indignation au Royaume-Uni. Cette controverse se révèle cependant profitable et le jeu devient le plus gros succès commercial du studio. Après ce succès, Palace Software continue de développer des jeux à un rythme soutenu avec notamment la sortie de Barbarian II: The Dungeon of Drax et Rimrunner en 1988. La société commence également à élargir son champ d’action en éditant les jeux d’autres développeurs. Dans les trois années qui suivent, le studio va ainsi publiés, sous le label Outlaw Productions des jeux de Sensible Software, Denton Designs, Delphine et d’autres. Ce rapide développement s’accompagne cependant de mauvais choix stratégique, en matière de recrutement ou d’édition, et d’une évolution dans le fonctionnement du studio qui pousse Richard à le quitter pour fonder sa propre société, IDS. Finalement, en 1991, Palace décide de revendre plusieurs de ses filiales, dont Palace Software, afin de se recentrer sur ses activités cinématographiques. Le studio est alors racheté par la société française Titus Interactive; plusieurs de ses employés quittent le studio et les développements en cours sont abandonnés.

## Ludographie

### Jeux développés
- 1984 : The Evil Dead
- 1985 : Cauldron
- 1986 : Cauldron II: The Pumpkin Strikes Back
- 1986 : L'Armure Sacrée d'Antiriad
- 1987 : Barbarian: The Ultimate Warrior
- 1988 : Barbarian II: The Dungeon of Drax
- 1988 : Rimrunner (en)
- 1991 : Demoniak

### Jeux publiés
- 1987 : Stifflip & Co. (en) (Binary Vision)
- 1987 : Shoot'Em-Up Construction Kit (Sensible Software)
- 1988 : Cosmic Pirate (Zippo Games)
- 1988 : Troll (Denton Designs (en))
- 1989 : Bio Challenge (Delphine Software)
- 1989 : Future Wars (Delphine Software)
- 1990 : International 3D Tennis (Sensible Software)
- 1991 : Swap (Microïds)